# Andreas Engel (Journalist)
Andreas Engel (* 31. Juli 1963 in Hanau am Main) ist ein deutscher Journalist, Buchautor  und Unternehmer. Seit 2000 arbeitet er an der strategischen Entwicklung von nationalen und internationalen Firmen im Bereich Technologie, E-commerce, Finanzen und Nachhaltigkeit.

## Leben
Nach einem Volontariat bei der Deutschen Presse-Agentur in Hamburg war Engel ab 1986 Redakteur und Moderator beim Südwestrundfunk (SWR) in Baden-Baden, später Korrespondent und Chefreporter der überregionalen Zeitung Die Welt in Bonn und Berlin. Von 1995 an baute er als einer der ersten Führungskräfte den Online-Dienst AOL in Deutschland, England und Frankreich auf, einem Joint-Venture von Bertelsmann und AOL Inc. Anschließend wechselte Engel als Leiter der Konzernkommunikation zu einem Joint-Venture von debis Daimler-Benz und der Metro AG.
Im Jahr 2000 gründete Andreas Engel das eigene Beratungsunternehmen, aus dem die heutige Engel International Communications GmbH Berlin hervorging.

## Auszeichnungen
- Friedwart Bruckhaus-Förderpreis 1991 der Schleyer-Stiftung für Wirtschaftsreportagen in der Welt zur Wiedervereinigung (Laudator Rupert Scholz)[3]
- Interview-Fragebogen in der Berliner Zeitung Tagesspiegel 2015[1]

## Bücher
- Die rauhe Luft der Freiheit, 1991, Verlag Bonn Aktuell, vorgestellt von Rita Süssmuth[4]
- Die 100 besten Adressen für das Online-Business. Econ/Metropolitan Verlag, 1996, ISBN 3-89623-040-9[5]
- Buchbeiträge u. a. für Dagewesen und aufgeschrieben, Reportagen über eine deutsche Revolution, FAZ-Institutsverlag (mit Giovanni di Lorenzo)